# TVN Radio
TVN Radio es una emisora de radio panameña que transmite en los 96.5 MHz del dial FM, sus estudios principales se ubican en Ciudad de Panamá.

## Historia
Inició sus transmisiones en 2013, cuando "TVN Media" decide crear una nueva estación de radio para emitir sus contenidos. Los cuales incluían los Noticieros y Shows del canal de televisión TVN.
Al momento del lanzamiento solo emitía su señal en la frecuencia 96.7 Mhz para Ciudad de Panamá. Tiempo después se concreto el lanzamiento de la señal para el resto de las provincias y ciudades del país.
En el año 2016, su señal cambio a la frecuencia 96.5 Mhz para las provincias de Panamá, Chiriquí, Bocas del Toro debido a un re ordenamiento nacional de frecuencias llevado a cabo por el Gobierno de Panamá.
Actualmente Tiene una cobertura nacional a través de 2 frecuencias diferentes, su programación incluye; noticieros, programas de opinión, deportes, música, entre otros segmentos.

## Programación
La emisora transmite las 24 horas del día, emite todos los noticieros de TVN y diversos programas propios.
Además, en los espacios libres de programas se emite música de géneros como; Pop, Electrónica, Reguetón, entre otros.

### Programas Informativos
- Mesa de Periodistas
- Somos la Sele Radio
- Radar

### Programas de Música
- Jelou Break
- Cae La Tarde
- Weekend Chart

### Transmisiones Especiales
- Partidos de Fútbol de la Selección de fútbol de Panamá
- Copa Mundial de Futbol de la FIFA
- Copa Oro
- Shows de TVN Panamá

## Eslóganes
- 2013-Actualidad: Es para ti